# Surfing with the Alien
Surfing with the Alien drugi je studijski album američkog rock instrumentaliste Joe Satriania koji izlazi 1986.g. Mnogo se govorilo kako je "Surfing With The Alien" ključan trenutak u kojem se vidi Satrianiev fantastičan raspon talenta za komponiranje, sviranje i produkciju. Album je zabilježio veliki svjetski uspjeh, postao je platinast, s prodajom od preko milijun primjeraka samo u Americi. Satriani dolazi na naslovnice časopisa poput "Guitar Player", "Musician", "Guitar World", i još na mnoga druga svjetska izdanja.

## Popis pjesama
Sve pjesme napisao je Joe Satriani.
1. "Surfing with the Alien" – 4:25
2. "Ice 9" – 3:59
3. "Crushing Day" – 5:14
4. "Always with Me, Always with You" – 3:22
5. "Satch Boogie" – 3:13
6. "Hill of the Skull" – 1:48
7. "Circles" – 3:28
8. "Lords of Karma" – 4:48
9. "Midnight" – 1:42
10. "Echo" – 5:37

- Album je doživio i svoje reizdanje, dvostruki CD "Joe Satriani – Surfing With The Alien" koji izlazi 7. kolovoza 2007.g., a na njemu se nalazi "Surfing With The Alien" (originalno izdanje) i "Montreux Jazz Festival" iz 1988.g.

## Top lista

### Album
Billboard (Sjeverna Amerika)
| Godina | Top lista         | Mjesto |
| ------ | ----------------- | ------ |
| 1987   | The Billboard 200 | 29     |

### Singlovi
Billboard (Sjeverna Amerika)
| Godina | Singl                    | Top lista              | Mjesto |
| ------ | ------------------------ | ---------------------- | ------ |
| 1988   | "Satch Boogie"           | Mainstream Rock Tracks | 22     |
| 1988   | "Surfing With the Alien" | Mainstream Rock Tracks | 37     |